# Cloridina moluccensis
Cloridina moluccensis is een bidsprinkhaankreeftensoort uit de familie van de Squillidae. De wetenschappelijke naam van de soort is voor het eerst geldig gepubliceerd in 1973 door Moosa.